# Liste der Biografien/Neu
Liste der Biografien |
Portal Biografien |
Personensuche
# |
A |
B |
C |
D |
E |
F |
G |
H |
I |
J |
K |
L |
M |
N |
O |
P |
Q |
R |
S |
T |
U |
V |
W |
X |
Y |
Z |
?
 
Na |
Nb |
Nc |
Nd |
Ne |
Nf |
Ng |
Nh |
Ni |
Nj |
Nk |
Nl |
Nm |
Nn |
No |
Nr |
Ns |
Nt |
Nu |
Nv |
Nw |
Nx |
Ny |
Nz
 
Nea |
Neb |
Nec |
Ned |
Nee |
Nef |
Neg |
Neh |
Nei |
Nej |
Nek |
Nel |
Nem |
Nen |
Neo |
Nep |
Ner |
Nes |
Net |
Neu |
Nev |
New |
Nex |
Ney |
Nez
 
Neub |
Neuc |
Neud |
Neue |
Neuf |
Neug |
Neuh |
Neui |
Neuj |
Neuk |
Neul |
Neum |
Neun |
Neup |
Neur |
Neus |
Neut |
Neuv |
Neuw |
Neuy |
Neuz
Die Liste der Biografien führt alle Personen auf, die in der deutschsprachigen Wikipedia einen Artikel haben. Dieses ist eine Teilliste mit 26 Einträgen von Personen, deren Namen mit den Buchstaben „Neu“ beginnt.

## Neu
- Neu, Alexander (* 1969), deutscher Politiker (parteilos, Die Linke), MdBAlexander Neu (* 1969)

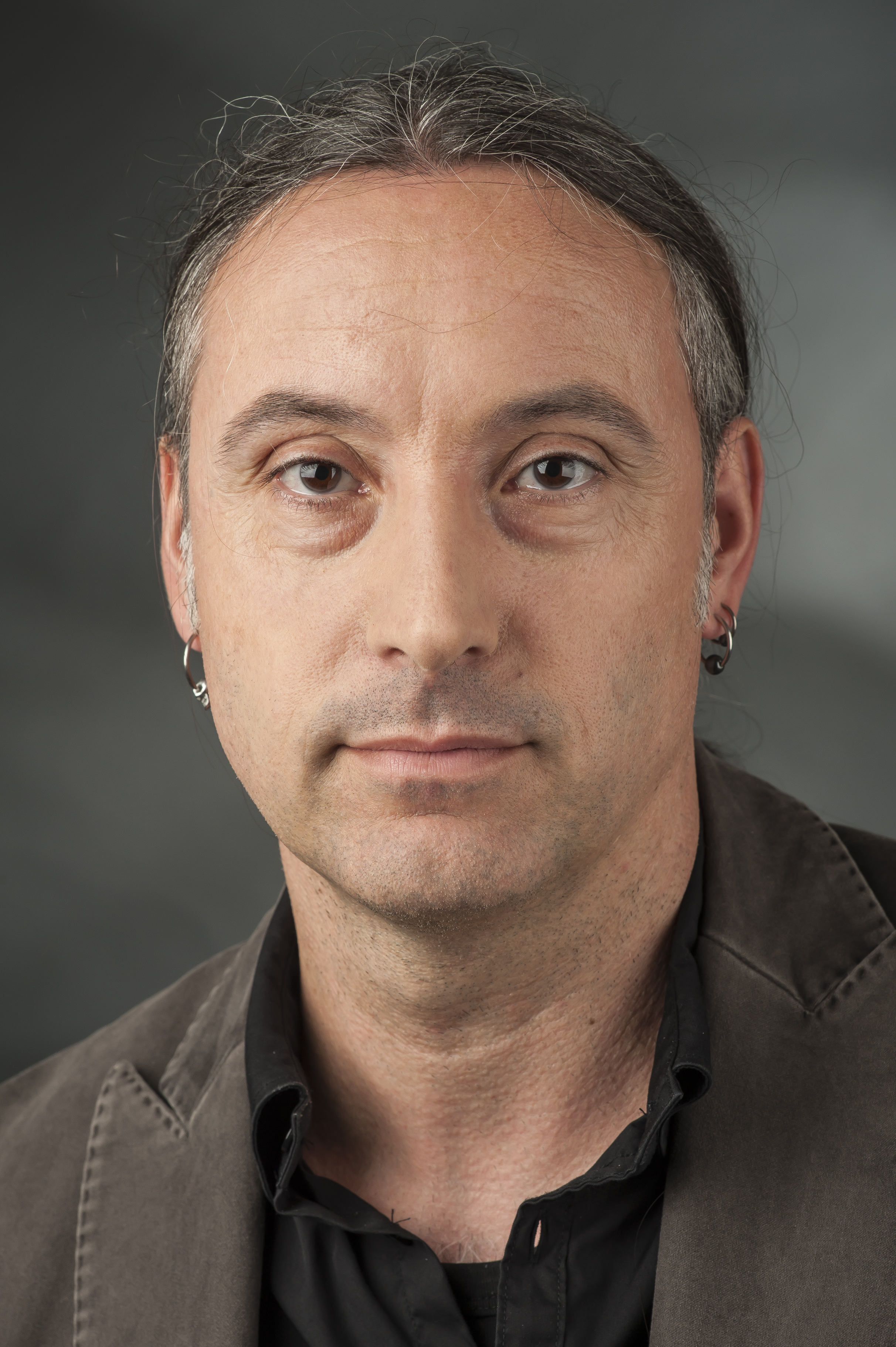
Alexander Neu (* 1969)

- Neu, Alfred (1871–1969), deutscher Jurist und Politiker (SPD), MdL, Minister
- Neu, Andreas von (1734–1803), kaiserlicher Feldmarschallleutnant
- Neu, Arthur A. (1933–2015), US-amerikanischer Politiker
- Neu, Barbara Maria (* 1993), österreichische Klarinettistin (Performance, Improvisation)
- Neu, Claudia (* 1967), deutsche Ernährungswissenschaftlerin, Soziologin und Hochschullehrerin
- Neu, Erich (1936–1999), deutscher Altorientalist
- Neu, Heike (* 1965), deutsche Ruderin
- Neu, Hein-Direck (1944–2017), deutscher Diskuswerfer
- Neu, Heinrich (1906–1976), deutscher Kunsthistoriker und Hochschullehrer an der Pädagogischen Hochschule Köln
- Neu, Herbert (1921–1995), deutscher Politiker (FDP), MdL
- Neu, Hubert (* 1953), deutscher Fußballspieler und -trainer
- Neu, Johann Christian (1668–1720), deutscher Hochschullehrer für Geschichte und Philologie und Universitätsrektor
- Neu, Ludwig (1891–1976), deutscher Landrat
- Neu, Matthias Alexander (* 1974), deutscher Illusionist und Zauberkünstler
- Neu, Maximilian (1877–1940), deutscher Hochschullehrer, Gynäkologe und NS-Opfer
- Neu, Paul (1881–1940), deutscher Maler
- Neu, Peter (* 1935), deutscher Lehrer, Historiker und Archivar
- Neu, Rainer (* 1950), deutscher Religionswissenschaftler und Soziologe
- Neu, Renate, deutsche Ruderin
- Neu, Sonsee (* 1973), deutsche Schauspielerin
- Neu, Steffi (* 1971), deutsche Moderatorin
- Neu, Theodor (1810–1854), deutscher Maler, Zeichner und Lithograf
- Neu, Till (* 1943), deutscher Maler
- Neu, Viola (* 1964), deutsche Politikwissenschaftlerin
- Neu-Kock, Roswitha (* 1946), deutsche Kunsthistorikerin